# Bank Panic
Bank Panic est un jeu vidéo édité par Sega et sorti en 1984 sur borne d'arcade. Le jeu fut ensuite porté sur différents supports dont la Master System.

## But du jeu
Le joueur incarne un shérif qui a pour mission de protéger une banque des attaques de bandits au moment de la conquête de l’Ouest. Pour cela il doit s’assurer de laisser les citoyens déposer leurs économies dans l’établissement tout en protégeant leurs économies en abattant les bandits venant attaquer la banque.

## Système de jeu
Le joueur est chargé de surveiller 12 portes par lesquelles arrivent les différents personnages. Sur son écran il ne peut voir que trois portes à la fois ce qui l’oblige sans cesse à se déplacer latéralement à travers la banque pour pouvoir surveiller toutes les portes.
Trois types de personnages peuvent se trouver derrière les portes :
- les citoyens venus déposer leur argent.
- les bandits que le joueur doit abattre le plus rapidement possible sous peine de se faire descendre par ces derniers.
- des enfants portant des chapeaux sur lesquels il faut tirer pour obtenir un bonus.

Si le joueur n’est pas assez rapide, un bandit le tue et il perd une vie. S’il se trompe et tire sur un citoyen, il perd aussi une vie. Pour gagner et accéder au niveau suivant il faut que des citoyens aient placé de l’argent dans la banque à passant par chacune des 12 portes.	
D’apparence assez simple le jeu devient de plus en plus difficile au fil des niveaux. Le rythme est en effet de plus en plus rapide et demande au joueur beaucoup de réflexe. De plus les pièges se multiplient, des bandits se cachant derrière les citoyens venus déposer leur argent, par exemple.

## Portages
En 1985, un an après sa sortie sur borne d’arcade, Sega décide de porter Bank Panic sur sa console de salon de l’époque : la SG-1000.
L’année suivante (1986) le jeu fut porté sur différents ordinateurs : l'Amstrad CPC, le Commodore 64 et le MSX.
En 1987, enfin, il fut porté sur la Master System.

## Accueil
Le jeu est l'une des entrées de l'ouvrage Les 1001 jeux vidéo auxquels il faut avoir joué dans sa vie
.